# 川上憲伸
川上 憲伸（かわかみ けんしん、1975年6月22日  - ）は、徳島県徳島市出身の元プロ野球選手（投手）。右投右打。現在は野球解説者、YouTuberとして活動している。
現役時代は主に、NPB（セントラル・リーグ）の中日ドラゴンズでエース投手として活躍、新人年の1998年にはセ・リーグの新人王を受賞した。2004年には最多勝利、2006年にも最多勝と最多奪三振のタイトルを獲得してそれぞれ中日のリーグ優勝に貢献、2004年には沢村栄治賞も受賞している。また2002年8月1日には東京ドームで開催された対読売ジャイアンツ（巨人）20回戦でノーヒットノーラン（無安打無得点試合）を達成しているが、これは21世紀のNPBでは初のノーヒットノーランである。

## 経歴
徳島市国府小学校、徳島市国府中学校、徳島県立徳島商業高等学校、明治大学商学部卒業。

### プロ入り前
国府中学校時代は遊撃手だった。徳島県立徳島商業高等学校部長がたまたま球場に立ち寄って試合を見た時、強肩で補殺を2度成功させたのを見てスカウトした。
徳島商業高校時代は入学した直後にショートのレギュラーとなり、2年生から投手に転向。3年夏の第75回全国高等学校野球選手権大会に4番・エースとして出場した。2回戦の久慈商業戦では、自身が感じていたイップスのため、本来のピッチングができず最大7点差をつけられたが、８回に自身のタイムリーなどで追いついた。9回に本来のピッチングを取り戻すと、その裏、サヨナラのホームを踏み、逆転勝利。この試合について川上本人は「僕はこの試合で、投げるのが怖いと感じていたイップスを克服した。7点差を克服したときに、自分自身が本来の自分に戻ったと思った」と語った。3回戦の智辯和歌山戦では好投し1失点完投で破ったが、準々決勝の春日部共栄戦では試合中にマメが破れ降板、救援陣も打ち込まれて敗退。その後明治大学商学部に進学。
同大学野球部でもエース格になると、大学2年秋（1995年）と3年秋（1996年）の東京六大学野球秋季リーグ戦優勝（全勝優勝）に貢献した。続く明治神宮大会では2年時は決勝などで完投はしなかったものの全試合先発、3年時は決勝で完投するなど連覇に貢献した。1997年の4年時は主将として活躍。慶應義塾大学の高橋由伸とは同期のライバルとして好勝負を繰り広げた。リーグ通算57試合登板、28勝15敗、防御率2.14、311奪三振。ベストナイン3回。
1997年度ドラフト会議直前の10月31日に、大学の先輩・星野仙一が監督を務めていた中日ドラゴンズを逆指名することを表明。ドラフト会議当日、中日は川上の単独1位で交渉権を獲得し、川上はドラフト会議の会場となったホテルに駆けつけて星野と対面、同日中に契約金1億円、出来高払い5000万円、年俸1300万円（金額は推定）という条件で仮契約を結んだ。また同日、背番号も11に決定した。担当スカウトは堀江忠一。

### 中日時代
1998年シーズンには、公式戦の開幕から、一軍の先発陣に定着。14勝6敗という成績で、前述の高橋をはじめ小林幹英、坪井智哉らも新人ながら好成績を残す中でセントラル・リーグの新人王に選出された。オールスターゲームに、プロ入り1年目にしてファン投票1位で出場し、MVPを獲得した。登板は2イニングの予定だったが、野村克也監督からもう1イニング投げるよう指示があり、3イニングに登板した。「MVPは特大ホームランを打った松井秀喜選手かと思ったが、自分がルーキーだったこともあり譲ってくれたのだと思う。野村さんの一言がなければ、MVP獲得は有り得なかった。ラッキーだった。」と川上は語っている。
1999年シーズンには公式戦で開幕投手を務めたが、10月2日の対横浜ベイスターズ戦では、7回を投げて19被安打（当時のリーグワースト記録）、14失点（当時のリーグ最多タイ記録）と打ち込まれた。この試合の前々日にチームはリーグ優勝を決め、24時ごろまで会見などのメディア対応をし、さらに朝方まで宴会があったため「ぐだぐだ状態」での登板だった。「こんな状態で投げたのは後にも先にもこのときだけだった。」と後に川上がラジオ番組で振り返った。福岡ダイエーホークスとの日本シリーズでチームは1勝4敗で敗退したが、川上は唯一チームが勝利した第2戦（福岡ドーム）で勝利投手となり、シリーズの敢闘賞を受賞した。
2000年シーズンには急性感音性難聴を患った。春のキャンプ中、急に耳が聞こえなくなり検査したところ、手術が必要との診断で、沖縄で緊急手術を行った。その影響もあって、シーズンを通じて不調。一軍公式戦では2勝3敗に終わった。
2001年シーズンには一軍公式戦で6勝しか挙げられず、プロ入り初の2桁敗戦を喫する。秋季キャンプの時期に、肩の検査のためアメリカの病院へ行き、手術ではなく筋肉トレーニングで改善することとなった。リハビリ中にマリアノ・リベラ選手のカットボールを見たことで「あのボールは日本に無いし、投げられるようにならないかな」と思い、日本に戻ってからトレーニングしたことで川上のカットボールが生まれた。
1999年から2001年までの3年間は、成績と体調がだんだんと下がっていって、フィジカルの不調で思い切った試合ができていなかった。人生の中でも、この苦しい時期を耐えたからこそ、その後の活躍があった、と川上は振り返っている。
2002年シーズンには一軍の開幕投手候補に挙げられていた。しかし、靴ずれによって左足小指を痛めたため、二軍（ウエスタン・リーグ）の開幕投手に回った。開幕5戦目となる4月4日の巨人戦（ナゴヤドーム）でシーズン初登板。8月1日の対巨人20回戦（東京ドーム）では、4回に先頭打者の清水隆行に四球を与えた以外、走者を出さず、NPB史上70人目（81度目）のノーヒットノーラン（無安打無得点試合）を達成。これが21世紀初のノーヒットノーランになり、チームの対巨人戦の連敗も9で止めた。このノーヒットノーラン達成の際、「8回になると、小学生で投手を始めた頃など過去の野球人生が走馬灯のように蘇り、1球を投げるのに30分かかっているかのように思えた。」と川上は述懐している。24イニング連続無失点を記録するなど、シーズン終盤まで最優秀防御率のタイトルを狙える位置にいたが、10月10日の阪神戦（甲子園）では5回2/3を4失点（自責3）でタイトル獲得を逃した。それでも9月10日の巨人戦（ナゴヤドーム）でルーキーイヤー以来4年ぶりに2桁勝利を達成したほか、防御率2.35は桑田真澄に次ぐリーグ2位だった。
2003年シーズンは開幕投手を務め、相手投手の上原浩治に投げ勝った。4月に4勝を挙げ月間MVPに選ばれた。しかし、5月13日のヤクルト戦（富山アルペンスタジアム）では、相手投手の石川雅規に2打席連続適時打を打たれるなど5回0/3を6失点でKOされた。この試合後に右肩関節唇の損傷で戦線離脱。その直後に左太ももの肉離れを起こし、残りのシーズンを棒に振ってしまった。最終的にわずか8試合で4勝に留まった。10月13日のよさこいリーグ・広島戦（高知）で実戦復帰。
2004年シーズンは開幕投手最有力だったが、この年監督に就任した落合博満は川崎憲次郎を起用したため、開幕3戦目となる4月4日の広島戦（ナゴヤドーム）でシーズン初登板。延長11回157球の熱投を見せ、11回裏に立浪和義がサヨナラ打を放ったため、346日ぶりの白星を手にした。5月15日の横浜戦（ナゴヤドーム）では、7回裏二死二塁で迎えた打席で2点本塁打を放って両チーム唯一の打点を挙げると、2対0で完封勝利を挙げ、落合博満監督に「昔の大エースの野球だよ」と言わしめた。このシーズンはチームの5年ぶりのリーグ優勝に貢献するとともに、リーグ最優秀選手、沢村賞、最多勝など合計9つのタイトルを獲得。西武ライオンズとの日本シリーズでは、初戦と第5戦に先発。初戦では7回2失点と好投したが打線が西武先発の石井貴の前に2安打に抑えられ敗戦投手になった。チームの2勝2敗で迎えた第5戦では8回1失点の好投で今度は勝利投手となったが、チームは第6戦と第7戦に連敗したため日本一を逃した。オフの12月27日に1億2500万円アップの年俸2億3000万円で契約更改。
2005年シーズンは自身2年ぶりの開幕投手を務め、9回無失点に抑えた。9回裏にアレックスがサヨナラ満塁本塁打を放ったため、球団史上4人目となる開幕戦完封勝利をマークした。5月20日のロッテ戦（千葉マリンスタジアム）では、8回途中まで完全試合のペースで好投。8回に李承燁に本塁打を打たれたが、被安打はこの本塁打のみで、スタメン全員から三振を奪って無四球完投勝利を達成した。シーズン途中までは10勝3敗と好調だったが、シーズン後半は1勝5敗と不振。優勝を争った阪神タイガースの主砲・金本知憲には、15打数で被安打8、被本塁打4と打ち込まれた。
2006年シーズンは、6月6日の対ロッテ戦で、9回を1安打2四球という内容で完封勝利を挙げた。7回二死までは完全試合（福浦和也に四球）、9回無死までノーヒットノーランペース（代打のサブローに右前安打）と好投した。8月3日には、NPB史上120人目の一軍公式戦通算1000奪三振を記録。シーズン通算では17勝を挙げて、自身2度目の最多勝、自身初の最多奪三振のタイトルを獲得した。北海道日本ハムファイターズとの日本シリーズでは、10月21日の開幕戦に8回2失点と勝利。ナゴヤドームでは、先発としてシリーズ初の勝利投手になった。日本ハムに王手をかけられていた第5戦で敗戦投手になったため、チームはまたしても日本一を逃したが、川上自身は2度目の敢闘選手賞を受賞。
2007年シーズンは、8月3日の対横浜戦で、NPB史上124人目（チーム史上9人目）の一軍公式戦通算100勝に到達。228試合目での到達は、212試合の杉下茂、221試合の服部受弘に次いで、チーム史上3番目のスピード記録だった。レギュラーシーズン通算では、4年連続2桁勝利を達成。規定投球回に達しながら完投を記録できないなど、本調子には至らなかったが、K/BBはNPB12球団の規定投球回数到達者でトップの6.90であった。チームのレギュラーシーズン2位で迎えたポストシーズンでは、阪神とのクライマックスシリーズ　ファーストステージ第1戦（ナゴヤドーム）で、7回を9奪三振被安打2無四死球無失点と好投。同シリーズ初の勝利を記録した。巨人とのファイナルステージでは第2戦に先発し6回まで1失点に抑えるも7回にデーモン・ホリンズに3点本塁打を打たれ7回4失点で降板したが、打線の援護もあり勝利投手となった。チームの同ステージ3連勝で迎えた日本ハムとの日本シリーズでは、第1戦（10月27日）で先発に起用されたが、8回を被安打2と好投しながら初回にフェルナンド・セギノールに打たれた3点本塁打によって敗戦を喫した。しかし、バッテリーを組んだ谷繁元信はこの好投によって得た日本ハム打線の傾向を活かし、第2戦以降に先発陣がおおむね好投した結果、チームは53年ぶりの日本一を達成。
2008年シーズンには、広島東洋カープとの開幕戦（3月28日）に先発すると、打席でソロ本塁打を放った。この本塁打で、チームのレギュラーシーズン初本塁打・初打点を記録。前年までセ・リーグ4球団の投手から一軍公式戦で本塁打を放っていた川上にとっては、広島戦での初本塁打になった。しかし、次に先発した4月3日の対巨人戦では、高橋由伸・亀井義行・小笠原道大に3者連続本塁打を打たれて逆転負け。以降も調子が上がらなかったため、一時は中継ぎ要員に回った。故障以外では初めての中継ぎ転向だったが、この間に調子を取り戻すと、先発に復帰した6月にリーグの投手部門月間MVPを獲得。夏場に開かれた北京オリンピックでは、野球日本代表の一員として中継ぎに起用されたが、3位決定戦で敗戦投手になった。帰国後は、二軍での調整を経て一軍に復帰。最優秀防御率のタイトルを狙えるほど好調だったが、規定投球回に到達しなかった。シーズン終了後には、ダン・エバンスを代理人に起用するなど、メジャーリーグへの挑戦を模索。11月15日に海外FA権を行使することを発表した。11月19日に、海外フリーエージェント選手としてNPBから公示。

### ブレーブス時代
2009年1月13日にアトランタ・ブレーブスと3年契約を結び、入団発表が行われた。ブレーブスにとって初めての日本人選手となり、背番号は中日時代と同じ「11」に決定。4月11日のワシントン・ナショナルズ戦でメジャー初登板を先発として果たし、6回を4安打3失点8奪三振で抑えて勝利投手となりデビューを飾った。5月13日のニューヨーク・メッツ戦では控え野手が尽きてしまったため延長12回に日本人メジャー投手として初めて代打で起用され、高橋建と対戦して空振り三振。31日のアリゾナ・ダイヤモンドバックス戦でも、控え野手が2人いたにもかかわらず再び代打で起用されるが、空振り三振を喫した。シーズン序盤は打ち込まれることが多く、4月末の時点で防御率7.06、WHIP1.62と不調だったが、5月以降は防御率3.34、WHIP1.30と復調。更にロイ・ハラデイやヨハン・サンタナらメジャーを代表するエース級投手に投げ勝ったことでドラゴンスレイヤーと呼ばれるが、得点援護率がリーグワースト3位になるなど勝ち星に恵まれず、エースのティム・ハドソンが故障から復帰することに伴い、シーズン後半はリリーフに回った。リリーフへ回ってから安定感を発揮し、防御率2.63と好投。シーズン終了後にはシーズンを通じて右肩に違和感があったことを明かした。
2010年シーズンのスプリングトレーニングでは右肩の負担を減らすための新フォーム開発に着手。開幕から先発ローテーション入りする。打線の援護もなく球団史上ワーストとなる開幕9連敗、前年から数えて11連敗を喫し、初勝利は6月26日のデトロイト・タイガース戦までずれこんだ。更にこの日の結果に限らずブルペンへの配置転換はすでに決まっており、以後はリリーフへと回ることとなった。8月にはマイナー落ちも経験。防御率、WHIPも前年度を大きく下回り、ポストシーズンのロースターからも外される悔いの残るシーズンとなった。11月13日には40人枠から外れ、傘下のAA級ミシシッピへ降格。
2011年シーズンはスプリングトレーニングに招待選手として参加。スプリングトレーニング中には東北地方太平洋沖地震（東日本大震災）の知らせを受けて被災者に5万ドルの義援金を寄付し、練習前のミーティングでチームメイトにも支援活動への協力を要請するなど支援活動に取り組み、2試合の先発を含む5試合に登板し防御率3.75、WHIP1.25の成績を残したが、先発時は計7回8安打6失点と打ち込まれ、AA級ミシシッピで開幕を迎えた。ミシシッピでは4月17日のモービル戦に先発し初勝利を挙げたが、翌日に右肩の痛みを訴えてDL入りする。22日には地元紙のインタビューで、若手の台頭によりAA級所属となった現在の状況について「コーチや監督たちにはよくしてもらっている。メジャーに戻れるようにと一生懸命努力してくれている」と周囲への感謝も口にした一方で「正直に言って現在の状況は想像していなかった。ショックだったのは3Aを飛ばして2Aに落とされたこと」と語った。6月12日のチャタヌーガ戦で復帰したが、7月12日に右肩痛を再発して再びDL入り。8月中旬に復帰するも、復帰後は6試合の登板で防御率16.07、WHIP2.67と打ち込まれ、この年はメジャーに昇格することなくシーズンを終えた。右肩痛についてはオフに手術に踏み切る覚悟もあることを明らかにした。11月2日にFAとなった。

### 中日復帰
2012年1月28日に、中日へ復帰することが球団から発表された。背番号「11」を改めて着用することも決まったため、2010年から「11」を付けていた岡田俊哉は、背番号を「21」に変更した。
2012年シーズンには、広島との開幕第2戦（3月31日）に、先発投手としてNPB復帰後初の公式戦登板。6回無失点という内容で、NPB復帰後初勝利を挙げた。しかし、その直後に故障で戦列を離れたため、レギュラーシーズン通算では一軍公式戦7試合の登板で3勝1敗、防御率2.83の成績に終わった。チームのレギュラーシーズン2位で迎えたポストシーズンでは、巨人とのクライマックスシリーズ　ファイナルステージ第4戦に先発した。チームの日本シリーズ進出に王手が掛かった一戦での登板だったが、4回2失点で敗戦。チームも、この敗戦から3連敗を喫したことによって日本シリーズ進出を逃した。しかし、シリーズ終了後の契約交渉では、推定年俸6000万円（3000万円増）で契約を更改した。
2013年シーズンには、右肩痛で出遅れたため、一軍公式戦初登板は8月22日の対広島戦まで持ち越された。この試合で勝利投手になったが、以降の登板では勝ち星を重ねられず、9月25日に出場選手登録を抹消。10月3日には、球団から戦力外を通告されると共に、引退会見の開催やコーチへの就任を打診された。しかし11月19日には、推定年俸3000万円という条件で2年契約を結んだ。球団がこのように方針を変更した背景には、かつて一軍監督を務めた落合博満ゼネラルマネジャーや、シーズン終了後に捕手兼任で一軍監督に就任した谷繁元信の意向があったとされる。
2014年シーズンには、森井茂を抜き球団史上最多となる7度目の開幕投手に抜擢。5月7日の対巨人戦（東京ドーム）でも先発を予定していたが、登板前に腰痛を訴えて登板を回避したため、翌5月8日に出場選手登録を抹消された。一軍公式戦では、6試合の登板で1勝2敗、防御率4.78と不振。ウエスタン・リーグ公式戦でも、10試合の登板で0勝5敗、防御率10.88という成績に終わった。それでも、球団ではシーズン終盤に、川上との契約を更新する方針を決定。シーズン終了後の11月5日には、推定年俸4000万円（1000万増）という条件で契約を更改した。
2015年シーズンには、右肩の腱板を痛めた影響で、一・二軍とも実戦登板の機会がなかった。9月末に腱板の再建手術を受けたが、世代交代を進めるチームの戦力構想から外れたことを背景に、10月20日に中日からの退団を表明した。なお、在籍中に一貫して着用してきた背番号「11」は、この年のドラフト会議の1巡目指名で入団した左腕投手・小笠原慎之介に引き継がれた。

### 中日退団後
退団会見の際に「限界に近いのは分かっている、限界を超えてまでもやりたい」と話すなど、現役続行を模索。中日への再々入団も視野に、NPBでの復帰を目指しながら、手術を受けた右肩のリハビリへ専念する意向を示した。「右太ももの筋膜を右肩の棘上筋に移植する」というスポーツ選手では前例の少ない手術で、リハビリに半年ほどの期間を要することから、2015年11月10日に草薙球場で開かれた12球団合同トライアウトには参加しなかった。
2016年には、現役復帰に向けたリハビリを続けながら、日本テレビ（副音声）・CBCテレビ・CBCラジオゲスト解説者と中日スポーツの野球評論家としても活動。「今年中に現役復帰出来なければ潔く引退する」と語った。シーズン終了後には、郷里の徳島県に本拠地を置く四国アイランドリーグplusの徳島インディゴソックスから、選手兼任コーチへの就任を打診された。しかし、入団に至らなかったため、現役復帰は叶わなかった。
2017年3月19日に、現役を引退することを正式に表明。「今年の3月までに満足のいく投球が出来なければ引退するつもりだった」と語った。引退会見などは特に行っていないが、翌4月5日のナゴヤドームでの対広島戦前の始球式が引退登板となり、元同僚の岩瀬仁紀から花束を贈られている。

### 現役引退後
2017年からはCBCテレビ・CBCラジオの野球解説者と中日スポーツの野球評論家として正式に活動する。2018年からはテレビ朝日にも出演。報道ステーションのスポーツコーナーのコメンテーターとしてはテレビ朝日解説者である稲葉篤紀が侍ジャパンの監督に2017年から就任したが、稲葉も引き続き随時出演するがその間の穴埋めとして川上が出演する。
2019年現在はジャパンスポーツマーケティングがマネージメントを請け負っている。

## 選手としての特徴

### 投球

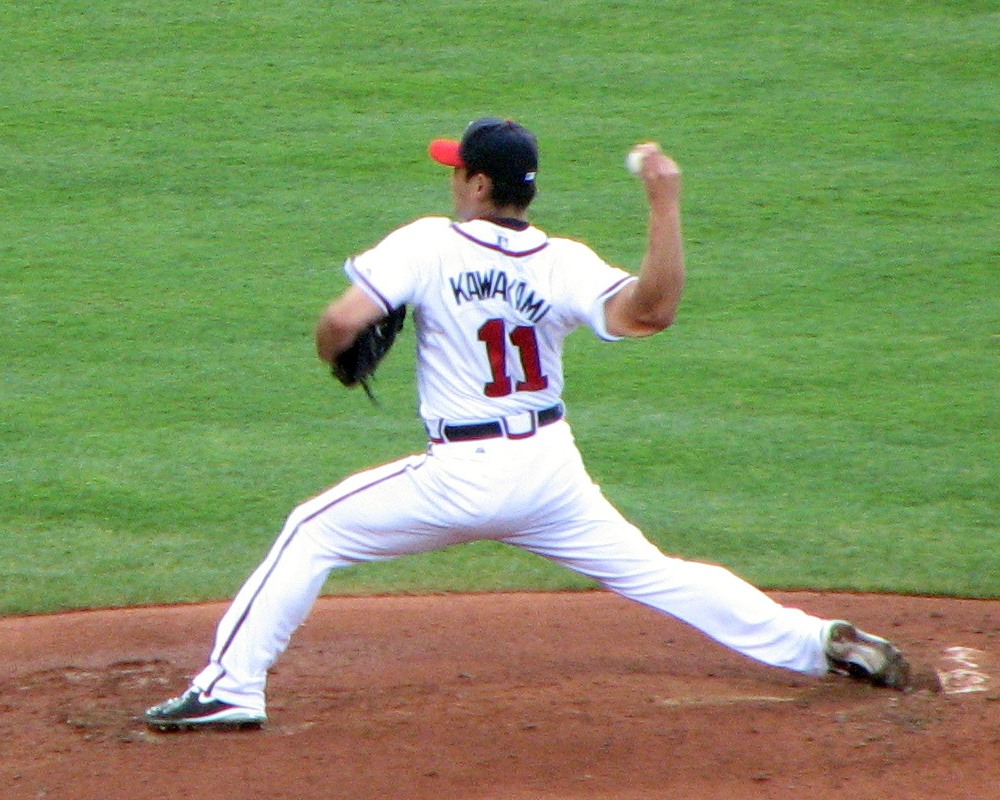
投球フォーム（2009年）

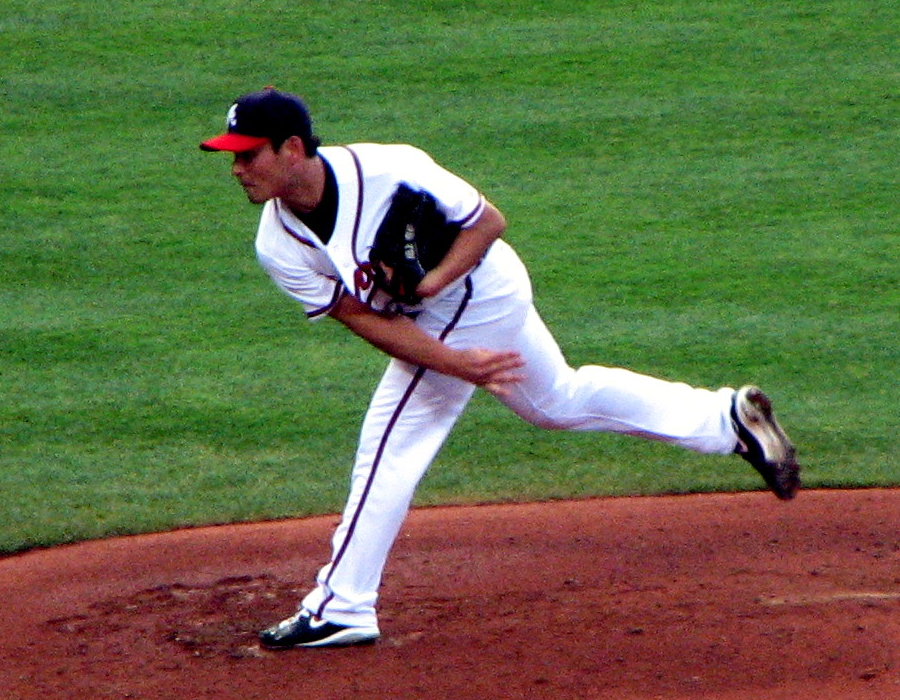
投球後（2009年）

全盛期には平均球速89.8 mph（約144.5 km/h）の速球（フォーシーム、シュート）や平均球速86.3 mph（約138.9 km/h）のカットボール、そしてこれとは対照的に70mph（約113km/h）前後のスローカーブ、フォークボールを駆使した。過去にはナックルボールを投げたこともあった。左打者には一発を打たれる傾向こそあるものの強さを発揮した。
川上の代名詞であるカットボールであるが、本人によればアメリカ大リーグ中継でマリアノ・リベラ（ニューヨーク・ヤンキース）が自分が見たこともない変化球を投げているのを見て、この球種を覚えたいと思ったのがきっかけだったという。そこへ明治大学の先輩にあたる武田一浩がドラゴンズへ移籍して来てチームメイトとなったこともあり、その武田からカットボールについて教わり、リベラの投げ方を参考にして開発したという。それまで変化球はスライダーとスローカーブとフォークボールのオーソドックスな投手であったが、カットボールをマスターすることにより投球パターンが大きく変わった。特に左バッターの外へのカットボールについては、自身のYouTubeチャンネルなどで度々、「谷繁さんがカットボール（の使い方）を作った」「投げてる自分からしたら、左バッターへの外のカットボールはボール。それを動かさないキャッチングで審判にストライクだと思わせていた。あれは左バッターは打てない」と述べている。それに対して谷繁は、「俺は（ストライクゾーンに）入ってると思う」「ちょっとだけベースをかすってるんだよ」と返した。
外国人野手や日米野球等で対戦したメジャーリーガー達から「日本で唯一本物のカットボールを投げる投手」と称されたこともあり、2010年には被打率.148を記録するなどメジャー移籍後もその威力は健在だが、投球割合のわずか数パーセントしか投げなくなり、逆に投球割合を増やしたストレートとシュートは合わせて被打率.358と大きく打ち込まれた。
2009年のスプリングトレーニングにおいて、ボビー・コックス監督から「すごい戦力になるはず。真っすぐはもちろん、ダンディーなカーブを投げる。」などと高く評価された。当日のオープン戦では4三振のうち3つをカーブで奪い、シーズン序盤にカットボールが打ち込まれるようになった際には投手コーチのロジャー・マクダウェルからカーブを多投するようアドバイスを受け（※訂正点あり）、上述のように復調した。

### 打撃
NPB在籍時のバッティングには定評があり、中日在籍時は自身のウェブサイトに全本塁打の詳細な記録を載せていた（通算本塁打数は8本）。海外でも高く評価されており、MLB移籍後も前述のようにブレーブス在籍時に代打で2度起用されたことがある。

### 守備
フィールディングもうまく、2006、2007年度と2年連続でゴールデングラブ賞を受賞している。2006、2007年度は同僚の谷繁元信も2年連続で受賞しており、同一チームの同一バッテリーによる2年連続受賞はセ・リーグ初の快挙であった。

## 人物
- 2011年末に一般女性と結婚していたことが2012年2月に明らかになった[81]。
- クライマックスシリーズ反対派。2022年シーズン中、自身の公式動画で「最近のドラゴンズがなかなか育ってこなかったのがCSがひとつの原因なんじゃないかな?」と指摘しており、それについては「クライマックスシリーズがあるために最後の最後まで若手を不用意に使えない」という趣旨の説明をしている[82]。

## 詳細情報

### 年度別投手成績
| 年 度     | 球 団     | 登 板 | 先 発 | 完 投 | 完 封 | 無 四 球 | 勝 利 | 敗 戦 | セ 丨 ブ | ホ 丨 ル ド | 勝 率 | 打 者 | 投 球 回 | 被 安 打 | 被 本 塁 打 | 与 四 球 | 敬 遠 | 与 死 球 | 奪 三 振 | 暴 投 | ボ 丨 ク | 失 点 | 自 責 点 | 防 御 率 | W H I P |
| --------- | --------- | ----- | ----- | ----- | ----- | -------- | ----- | ----- | -------- | ----------- | ----- | ----- | -------- | -------- | ----------- | -------- | ----- | -------- | -------- | ----- | -------- | ----- | -------- | -------- | ------- |
| 1998      | 中日      | 26    | 25    | 4     | 3     | 2        | 14    | 6     | 0        | --          | .700  | 649   | 161.1    | 123      | 14          | 51       | 1     | 2        | 124      | 4     | 0        | 48    | 46       | 2.57     | 1.08    |
| 1999      | 中日      | 29    | 25    | 3     | 1     | 1        | 8     | 9     | 1        | --          | .471  | 695   | 162.0    | 173      | 20          | 43       | 0     | 2        | 102      | 3     | 0        | 84    | 80       | 4.44     | 1.33    |
| 2000      | 中日      | 14    | 10    | 0     | 0     | 0        | 2     | 3     | 0        | --          | .400  | 260   | 60.1     | 65       | 10          | 20       | 3     | 1        | 24       | 1     | 0        | 32    | 32       | 4.77     | 1.41    |
| 2001      | 中日      | 26    | 25    | 3     | 1     | 1        | 6     | 10    | 0        | --          | .375  | 608   | 145.0    | 153      | 12          | 36       | 1     | 4        | 127      | 4     | 0        | 61    | 60       | 3.72     | 1.30    |
| 2002      | 中日      | 27    | 27    | 3     | 3     | 1        | 12    | 6     | 0        | --          | .667  | 760   | 187.2    | 170      | 13          | 34       | 4     | 8        | 149      | 0     | 0        | 54    | 49       | 2.35     | 1.09    |
| 2003      | 中日      | 8     | 8     | 1     | 0     | 0        | 4     | 3     | 0        | --          | .571  | 234   | 53.2     | 60       | 2           | 14       | 0     | 1        | 37       | 3     | 0        | 22    | 18       | 3.02     | 1.38    |
| 2004      | 中日      | 27    | 27    | 5     | 2     | 1        | 17    | 7     | 0        | --          | .708  | 774   | 192.1    | 173      | 27          | 38       | 2     | 4        | 176      | 2     | 0        | 72    | 71       | 3.32     | 1.10    |
| 2005      | 中日      | 25    | 25    | 3     | 2     | 2        | 11    | 8     | 0        | 0           | .579  | 738   | 180.1    | 186      | 20          | 28       | 4     | 4        | 138      | 1     | 0        | 75    | 75       | 3.74     | 1.19    |
| 2006      | 中日      | 29    | 28    | 6     | 3     | 2        | 17    | 7     | 0        | 0           | .708  | 841   | 215.0    | 166      | 22          | 39       | 1     | 5        | 194      | 3     | 0        | 74    | 60       | 2.51     | 0.95    |
| 2007      | 中日      | 26    | 26    | 0     | 0     | 0        | 12    | 8     | 0        | 0           | .600  | 696   | 167.1    | 175      | 18          | 23       | 2     | 6        | 145      | 1     | 0        | 72    | 66       | 3.55     | 1.18    |
| 2008      | 中日      | 20    | 16    | 1     | 0     | 0        | 9     | 5     | 0        | 1           | .643  | 473   | 117.1    | 99       | 11          | 25       | 3     | 5        | 112      | 1     | 0        | 33    | 30       | 2.30     | 1.06    |
| 2009      | ATL       | 32    | 25    | 0     | 0     | 0        | 7     | 12    | 1        | 0           | .368  | 669   | 156.1    | 153      | 15          | 57       | 6     | 6        | 105      | 8     | 1        | 73    | 67       | 3.86     | 1.34    |
| 2010      | ATL       | 18    | 16    | 0     | 0     | 0        | 1     | 10    | 0        | 0           | .091  | 391   | 87.1     | 98       | 10          | 32       | 10    | 1        | 59       | 4     | 0        | 57    | 50       | 5.15     | 1.49    |
| 2012      | 中日      | 7     | 6     | 0     | 0     | 0        | 3     | 1     | 0        | 0           | .750  | 121   | 28.2     | 25       | 3           | 10       | 0     | 2        | 17       | 0     | 0        | 10    | 9        | 2.83     | 1.22    |
| 2013      | 中日      | 5     | 5     | 0     | 0     | 0        | 1     | 1     | 0        | 0           | .500  | 119   | 28.0     | 26       | 3           | 13       | 1     | 0        | 12       | 4     | 0        | 11    | 10       | 3.21     | 1.39    |
| 2014      | 中日      | 6     | 6     | 0     | 0     | 0        | 1     | 2     | 0        | 0           | .333  | 142   | 32.0     | 33       | 2           | 17       | 0     | 2        | 24       | 1     | 1        | 18    | 17       | 4.78     | 1.56    |
| NPB：14年 | NPB：14年 | 275   | 259   | 29    | 15    | 10       | 117   | 76    | 1        | 1           | .606  | 7110  | 1731.0   | 1627     | 177         | 391      | 22    | 46       | 1381     | 28    | 1        | 666   | 623      | 3.24     | 1.17    |
| MLB：2年  | MLB：2年  | 50    | 41    | 0     | 0     | 0        | 8     | 22    | 1        | 0           | .267  | 1060  | 243.2    | 251      | 25          | 89       | 16    | 7        | 164      | 12    | 1        | 130   | 117      | 4.32     | 1.40    |

- 各年度の太字はリーグ最高

### オリンピックでの投手成績
| 年 度 | 代 表 | 登 板 | 先 発 | 勝 利 | 敗 戦 | セ ｜ ブ | 打 者 | 投 球 回 | 被 安 打 | 被 本 塁 打 | 与 四 球 | 敬 遠 | 与 死 球 | 奪 三 振 | 暴 投 | ボ ｜ ク | 失 点 | 自 責 点 | 防 御 率 |
| ----- | ----- | ----- | ----- | ----- | ----- | -------- | ----- | -------- | -------- | ----------- | -------- | ----- | -------- | -------- | ----- | -------- | ----- | -------- | -------- |
| 2008  | 日本  | 5     | 0     | 0     | 1     | 0        | 32    | 7.2      | 5        | 1           | 4        | 0     | 0        | 6        | 0     | 0        | 4     | 4        | 4.70     |

### 年度別守備成績
| 年 度 | 球 団 | 投手（P） | 投手（P） | 投手（P） | 投手（P） | 投手（P） | 投手（P） |
| 年 度 | 球 団 | 試 合     | 刺 殺     | 補 殺     | 失 策     | 併 殺     | 守 備 率  |
| ----- | ----- | --------- | --------- | --------- | --------- | --------- | --------- |
| 1998  | 中日  | 26        | 9         | 14        | 0         | 1         | 1.000     |
| 1999  | 中日  | 29        | 2         | 27        | 2         | 0         | .935      |
| 2000  | 中日  | 14        | 4         | 12        | 1         | 1         | .941      |
| 2001  | 中日  | 26        | 7         | 24        | 0         | 3         | 1.000     |
| 2002  | 中日  | 27        | 10        | 37        | 0         | 2         | 1.000     |
| 2003  | 中日  | 8         | 7         | 5         | 0         | 0         | 1.000     |
| 2004  | 中日  | 27        | 7         | 20        | 0         | 2         | 1.000     |
| 2005  | 中日  | 25        | 10        | 18        | 0         | 0         | 1.000     |
| 2006  | 中日  | 29        | 8         | 37        | 0         | 3         | 1.000     |
| 2007  | 中日  | 26        | 8         | 23        | 1         | 1         | .969      |
| 2008  | 中日  | 20        | 6         | 23        | 1         | 2         | .967      |
| 2009  | ATL   | 32        | 13        | 28        | 1         | 3         | .976      |
| 2010  | ATL   | 18        | 2         | 11        | 3         | 0         | .813      |
| 2012  | 中日  | 7         | 0         | 4         | 1         | 0         | .800      |
| 2013  | 中日  | 5         | 1         | 4         | 0         | 1         | 1.000     |
| 2014  | 中日  | 6         | 0         | 5         | 1         | 0         | .833      |
| NPB   | NPB   | 275       | 79        | 253       | 7         | 16        | .979      |
| MLB   | MLB   | 50        | 15        | 39        | 4         | 3         | .931      |

- 各年度の太字はリーグ最高
- 各年度の太字年はゴールデングラブ賞受賞

### タイトル
NPB
- 最多勝利：2回（2004年、2006年）
- 最多奪三振：1回（2006年）
- 最高勝率 ：1回（2006年） ※当時連盟表彰なし。セントラル・リーグでは、1972年までと2013年以降表彰。

### 表彰
NPB
- 沢村栄治賞：1回（2004年）
- 最優秀選手：1回（2004年）
- 新人王（1998年）
- ベストナイン：2回（投手部門：2004年、2006年）
- ゴールデングラブ賞：3回（投手部門：2004年、2006年、2007年）
- 月間MVP：8回（投手部門：1998年7月、2002年8月、2003年4月、2004年5月・8月、2005年7月、2006年5月、2008年6月）※セ・リーグ投手最多タイ記録（他は山本昌、菅野智之）。
- 最優秀バッテリー賞：2回（2004年 捕手：谷繁元信、2006年 捕手：谷繁元信） ※同一バッテリーの複数回受賞はセ・リーグ史上初
- 最優秀投手：2回（2004年、2006年）
- 最優秀JCB・MEP賞：1回（2004年）
- 優秀JCB・MEP賞：1回（2002年）
- JA全農Go・Go賞：1回（最多奪三振賞：2008年5月）
- 日本シリーズ敢闘選手賞：2回（1999年、2006年）
- オールスターゲームMVP：1回（1998年 第1戦）
- 出身地別東西対抗戦優秀選手：1回（2002年）

### 記録
NPB初記録（投手記録）
- 初登板・初先発登板・初勝利・初先発勝利：1998年4月9日、対阪神タイガース3回戦（ナゴヤドーム）、7回0/3を1失点
- 初奪三振：同上、3回表に藪恵壹から
- 初完投勝利・初完封勝利：1998年7月4日、対読売ジャイアンツ15回戦（ナゴヤドーム）
- 初セーブ：1999年6月3日、対読売ジャイアンツ8回戦（ナゴヤドーム）、6回表に2番手として救援登板・完了、4回無失点
- 初ホールド：2008年10月12日、対阪神タイガース24回戦（スカイマークスタジアム）、3回裏に2番手として救援登板、2回無失点

NPB節目の記録
- 1000投球回数：2005年5月13日、対福岡ソフトバンクホークス1回戦（ナゴヤドーム）、1回表三死目にフリオ・ズレータを中飛で達成 ※史上301人目
- 1000奪三振：2006年8月3日、対横浜ベイスターズ10回戦（横浜スタジアム）、4回裏に古木克明から ※史上120人目
- 100勝：2007年8月3日、対横浜ベイスターズ13回戦（横浜スタジアム）、先発登板で7回2失点 ※史上124人目
- 1500投球回数：2007年9月6日、対読売ジャイアンツ21回戦（ナゴヤドーム）、8回表三死目に李承燁を右飛で達成 ※史上160人目

NPB初記録（打撃記録）
- 初打席・初打点：1998年4月9日、対阪神タイガース3回戦（ナゴヤドーム）、2回裏に藪恵壹から投手前スクイズ
- 初安打：1998年4月16日、対読売ジャイアンツ3回戦（東京ドーム）、5回表に三澤興一から左中間二塁打
- 初本塁打：1998年7月11日、対横浜ベイスターズ11回戦（釧路市民球場）、3回表に川村丈夫から左越2ラン

NPBその他の記録
- ノーヒットノーラン：2002年8月1日、対読売ジャイアンツ20回戦（東京ドーム） ※史上70人目
- 開幕投手：7回（1999年、2003年、2005年‐2008年、2014年）
- オールスターゲーム出場：6回（1998年、2002年、2004年、2005年、2006年、2008年）
- 通算本塁打：8本

MLB初記録（投手記録）
- 初登板・初先発登板・初勝利・初先発勝利：2009年4月11日、対ワシントン・ナショナルズ2回戦（ターナー・フィールド）、6回3失点
- 初奪三振：同上、3回表にオースティン・カーンズから
- 初セーブ：2009年9月21日、対ニューヨーク・メッツ16回戦（シティ・フィールド）、6回裏に2番手として救援登板・完了、4回無失点

### 背番号
- 11（1998年 - 2015年）

### 代表歴
- 2008年北京オリンピックの野球競技・日本代表

## 出演

### CM
- ボディメンテ（2023年、大塚製薬） - 東海ローカル（B&Dドラッグストアとのコラボ）
- セブン-イレブン・ジャパン（2023年7月・10月）- 「いいともあいち応援フェア」吉見一起と共演